# Tsai-Wu-Kriterium
Das Tsai-Wu-Kriterium gehört zu den polynomiell (tensoriell) formulierten Versagenskriterien für Faser-Kunststoff-Verbunde. Es geht auf Stephen W. Tsai und Edward M. Wu zurück, die es 1971 für ebene Spannungszustände veröffentlichten.
Kennzeichnend für diese Werkstoffe ist ihre strukturelle Anisotropie im Vergleich zu homogenen Werkstoffen, die weitgehend isotropes Werkstoffverhalten aufweisen. Vollständig lässt sich daher ein Faserverbundwerkstoff nur beschreiben, wenn neben den Elastizitäten auch die Materialfestigkeiten, also das Werkstoffversagen, richtungsabhängig beschreibbar sind.

## Mathematische Herleitung
Das Tsai-Wu-Kriterium beschreibt einen Bruchkörper im 6-dimensionalen Spannungsraum {\displaystyle \sigma _{ij}} ({\displaystyle \sigma _{x}}, {\displaystyle \sigma _{y}}, {\displaystyle \sigma _{z}}, {\displaystyle \tau _{xz}}, {\displaystyle \tau _{yz}}, {\displaystyle \tau _{xy}}). Versagen wird dann vorhergesagt, wenn der Spannungszustand außerhalb der Bruchfläche des Bruchkörpers liegt. Alle Spannungszustände innerhalb des Bruchkörpers sind versagensfrei. Mathematisch kann ein beliebiger Bruchkörper im Spannungsraum durch eine Funktion
{\displaystyle F(\sigma _{ij})=1\,}
beschrieben werden. Das mitunter bekannteste Kriterium im Faserverbundleichtbau dieser Art ist das
Tsai-Wu-Kriterium, das auf eine Reihenentwicklung von allen Spannungskoeffizienten ({\displaystyle \sigma _{ij}}) und anisotropen Festigkeitskoeffizienten ({\displaystyle a_{ij}}, {\displaystyle b_{ijkl}}, {\displaystyle c_{ijklmn}}, {\displaystyle \ldots }) zurückgeht. Beschränkt man sich bei der mathematischen Darstellung auf die einsteinsche Summenkonvention, dann kann eine Reihenentwicklung in der Form
{\displaystyle F(\sigma _{ij})=(a_{ij}\sigma _{ij})^{\alpha }+(b_{ijkl}\sigma _{ij}\sigma _{kl})^{\beta }+(c_{ijklmn}\sigma _{ij}\sigma _{kl}\sigma _{mn})^{\gamma }+\ldots =1}
dargestellt werden. Das Tsai-Wu-Kriterium ist nun letztlich ein Spezialfall, bei dem nur die ersten zwei Glieder der Reihenentwicklung berücksichtigt werden. Wird weiterhin für die Exponenten {\displaystyle \alpha =\beta =1} angenommen, ergibt sich das Tsai-Wu-Kriterium in der Form
{\displaystyle F(\sigma _{ij})=a_{ij}\sigma _{ij}+b_{ijkl}\sigma _{ij}\sigma _{kl}=1,\,}
sieh also
.

## Bestimmung der Festigkeiten
Die Festigkeitstensoren {\displaystyle a_{ij}} und {\displaystyle b_{ijkl}} müssen den anisotropen Festigkeitseigenschaften von Faserverbundwerkstoffen angepasst werden. Werden lediglich die zweidimensionalen, ebenen Werkstoffeigenschaften, also nur die Indizes {\displaystyle 1} und {\displaystyle 2} sowie für die Festigkeitskoeffizienten {\displaystyle a_{ij}} und {\displaystyle b_{ijkl}} eine transversal isotrope Materialsymmetrie berücksichtigt, vereinfacht sich die Gleichung zu
{\displaystyle F(\sigma _{ij})=a_{11}\,\sigma _{11}+a_{22}\,\sigma _{22}+b_{1111}\,\sigma _{11}^{2}+b_{2222}\,\sigma _{22}^{2}+2b_{1122}\,\sigma _{11}\sigma _{22}+4b_{1212}\,\sigma _{12}^{2}=1}
Die Festigkeitskoeffizienten sollen nun aus Standardversuchen (Zug, Druck, Schub) bestimmt werden, dazu werden die Festigkeiten aus uniaxialen Belastungen längs ({\displaystyle \sigma _{\parallel }}) und quer ({\displaystyle \sigma _{\perp }})
zur Faserrichtung bestimmt. Mit den Druck- {\displaystyle R_{\parallel }^{(-)}} und Zugfestigkeiten {\displaystyle R_{\parallel }^{(+)}} in Faserrichtung sowie den Druck- {\displaystyle R_{\perp }^{(-)}} und Zugfestigkeiten {\displaystyle R_{\perp }^{(+)}} quer zur Faserrichtung und den Schubfestigkeiten {\displaystyle R_{\parallel \perp }} berechnen sich die Koeffizienten der tensoriellen Festigkeitskennwerte folgendermaßen:
{\displaystyle a_{11}={\frac {1}{R_{\parallel }^{(+)}}}-{\frac {1}{R_{\parallel }^{(-)}}}}
{\displaystyle a_{22}={\frac {1}{R_{\perp }^{(+)}}}-{\frac {1}{R_{\perp }^{(-)}}}}
{\displaystyle b_{1111}={\frac {1}{R_{\parallel }^{(+)}R_{\parallel }^{(-)}}}}
{\displaystyle b_{2222}={\frac {1}{R_{\perp }^{(+)}R_{\perp }^{(-)}}}}
{\displaystyle b_{1212}={\frac {1}{4R_{\perp \parallel }^{2}}}}
{\displaystyle b_{1122}={\frac {F_{12}^{*}}{\sqrt {R_{\parallel }^{(+)}R_{\parallel }^{(-)}R_{\perp }^{(+)}R_{\perp }^{(-)}}}}}
Der Koeffizient {\displaystyle F_{12}^{*}} von Tsai als Interaktionskoeffizient bezeichnet, kann aus einer kombinierten biaxialen normal Belastung {\displaystyle \sigma _{\parallel }} mit {\displaystyle \sigma _{\perp }} bestimmt werden. Eine Vielzahl unterschiedlicher Kriterien unterscheiden sich in eben nur diesem Koeffizienten. Tsai gibt für diesen Koeffizienten einen Gültigkeitsbereich von {\displaystyle -1\leq F_{12}^{*}\leq 1} vor.

## Tsai-Wu-Kriterium
Ausgeschrieben ergibt sich das Festigkeitskriterium nach Tsai-Wu zu:
{\displaystyle F(\sigma _{ij})=\left({\frac {1}{R_{\parallel }^{(+)}}}-{\frac {1}{R_{\parallel }^{(-)}}}\right)\,\sigma _{\parallel }+\left({\frac {1}{R_{\perp }^{(+)}}}-{\frac {1}{R_{\perp }^{(-)}}}\right)\,\sigma _{\perp }+{\frac {1}{R_{\parallel }^{(+)}R_{\parallel }^{(-)}}}\,\sigma _{\parallel }^{2}+{\frac {1}{R_{\perp }^{(+)}R_{\perp }^{(-)}}}\,\sigma _{\perp }^{2}+{\frac {2F_{12}^{*}}{\sqrt {R_{\parallel }^{(+)}R_{\parallel }^{(-)}R_{\perp }^{(+)}R_{\perp }^{(-)}}}}\,\sigma _{\parallel }\sigma _{\perp }+{\frac {\tau _{\parallel \perp }^{2}}{R_{\perp \parallel }^{2}}}=1}
mit
{\displaystyle -1\leq F_{12}^{*}\leq 1}

## Fazit, Diskussion
Das Tsai-Wu-Kriterium ist ein überschaubarer Ansatz, um richtungsabhängige Materialfestigkeiten zu berücksichtigen. Attraktivität gewinnt dieses Kriterium durch die einfache Umsetzbarkeit und Übersichtlichkeit.
Im Gegensatz zu den „konstruierten“ Kriterien (Jenkins Kriterium der maximalen Spannungen, Waddoups Kriterium der maximalen Dehnungen, Hashin, Puck und Cuntze) wurde das Tsai-Wu-Kriterium abwertend als „Pauschalkriterium“ bezeichnet. Die häufig als Nachteil formulierte Behauptung, das Tsai-Wu-Kriterium unterscheide nicht zwischen Bruchmodi, beruht auf einem Missverständnis. Die entsprechende Versagensart ist sofort ersichtlich, wenn die Bereiche mit einer Abweichung von ca. 5 % von der jeweiligen Basisfestigkeit {\displaystyle R_{\parallel }^{(-)}}, {\displaystyle R_{\parallel }^{(+)}}, {\displaystyle R_{\perp }^{(-)}}, {\displaystyle R_{\perp }^{(+)}}, {\displaystyle R_{\parallel \perp }} betrachtet werden. Dementsprechend erhält der Ingenieur direkte Hinweise, wie die Auslegung eines Bauteils zu verändern ist, um Versagen zu vermeiden.

## Veröffentlichungen und Beiträge
- A General Theory of Strength for Anisotropic Materials. In: Journal of Composite Materials, Vol. 5, No. 1, 58-80 (1971)
- Failure Criteria In Fibre Reinforced Polymer Composites: The World-Wide Failure Exercise. Editors: M. J. Hinton, A. S. Kaddour, P. D. Soden. Elsevier 2004